# Dmitrij Arapov
Dmitrij Andreevič Arapov (in russo Дмитрий Андреевич Арапов?; Kušva, 9 giugno 1993) è un calciatore russo, portiere svincolato.